# اد گینی
اد گینی (انگلیسی: Ed Guiney؛ زادهٔ ۱۸ فوریهٔ ۱۹۶۶) تهیه‌کننده فیلم اهل جمهوری ایرلند است.
از فیلم‌ها یا مجموعه‌های تلویزیونی که وی در آن‌ها نقش داشته‌است، می‌توان به سوگلی، اتاق، خرچنگ و فرانک اشاره نمود.